# ریکو کاتاوکا
ریکو کاتاوکا (به ژاپنی: 片岡 礼子، Reiko Kataoka) (زادهٔ ۲۰ دسامبر ۱۹۷۱) هنرپیشه اهل ژاپن است.